# Scinax squalirostris
A Scinax squalirostris a kétéltűek (Amphibia) osztályának békák (Anura) rendjébe és a levelibéka-félék (Hylidae) családjába tartozó faj.

## Előfordulása
A faj Argentínában, Bolíviában, Brazíliában, Paraguayban, Uruguayban és valószínűleg Peruban él. Természetes élőhelye a szubtrópusi vagy trópusi nedves síkvidéki erdők, mérsékelt égövi rétek, szubtrópusi vagy trópusi száraz síkvidéki rétek, szubtrópusi vagy trópusi időszakosan nedves vagy elárasztott síkvidéki rétek, időszakos édesvízű mocsarak, legelők, kertek, lepusztult erdők, pocsolyák, csatornák és árkok.